# Natalia Dontcheva
Natalia Dontcheva (Наталия Дончева en bulgare), née le 31 décembre 1969 à Sofia en Bulgarie, est une actrice franco-bulgare.

## Biographie
Natalia Dontcheva est la fille de l'acteur Plamen Dontchev. En 1989, elle s'installe en France et suit les cours du conservatoire de la rue Blanche à Paris.
Elle joue ensuite dans des séries télévisées (dont un premier rôle remarqué au côté de Mimie Mathy dans un épisode de Joséphine, ange gardien en 2001) puis elle interprète notamment le personnage récurrent de Julie Derville dans la série Doc Martin diffusée entre 2011 et 2015. Elle participe également à quelques films au cinéma, notamment en tenant le premier rôle dans Un an de Laurent Boulanger, adaptation du roman éponyme de Jean Echenoz. En 2018, elle interprète une poignante Madame de Joncquières dans le film Mademoiselle de Joncquières d'Emmanuel Mouret.

## Filmographie

### Cinéma
- 1987 : Voyage dans le temps de Liliana Mihaylova : Antonia
- 1989 : Adieu Rio d'Ivan Andonov : fille de Vera
- 1999 : Le Voyage à Paris de Marc-Henri Dufresne : Natalia
- 2003 : Mauvais Esprit de Patrick Alessandrin : la nounou
- 2006 : Un an de Laurent Boulanger : Victoire
- 2006 : Le Pressentiment de Jean-Pierre Darroussin : Helena Jozic
- 2009 : Le Siffleur de Philippe Lefebvre : la traductrice russe
- 2009 : Un homme et son chien de Francis Huster : la guichetière SNCF
- 2010 : Coursier d'Hervé Renoh : Iris
- 2017 : Sashinka de Kristina Wagenbauer : Elena
- 2018 : L'Apparition de Xavier Giannoli : Céline
- 2018 : Mademoiselle de Joncquières d'Emmanuel Mouret : Madame de Joncquières

### Télévision
- 1997 : La vérité est un vilain défaut de Jean-Paul Salomé
- 1997 : Julie Lescaut (saison 6, épisode 6 Question de confiance) d'Alain Wermus : femme au landau
- 1998 : Joséphine, ange gardien (épisode Le Tableau noir) : Loanne
- 1998 : Nestor Burma (épisode Poupée russe) : Ludmilla
- 1998 : PJ (saison 2, épisode 4 Carte bancaire) : Liliane(Cora)
- 1998 : Commandant Nerval (épisode Une femme dangereuse) : Agnès
- 1998 : Commandant Nerval (épisode Frères ennemis) : Agnès
- 1999 : PJ (saison 3, épisode 11 Maternité) : Liliane
- 2000 : Julie Lescaut (épisode La Nuit la plus longue) : Mira
- 2000 : Alice Nevers, le juge est une femme (épisode Suspectes) : Cora
- 2000 : L'Enfant de la honte de Claudio Tonetti : Claudette
- 2001 : Une femme d'honneur (épisode Trafic de clandestins) : Davia Durieux
- 2001 : Joséphine, ange gardien (épisode  La Fautive) : Brigitte
- 2002 : Femmes de loi (épisode Une occasion en or) :  Carole
- 2003 : Une deuxième chance de Frédéric Krivine : Natacha
- 2004 : Alice Nevers, le juge est une femme (épisode Mort d'une fille modèle) : Natacha
- 2004 : Sauveur Giordano (épisode Harcèlements) : Fabienne Camus
- 2004 : Alerte, danger immédiat (6 épisodes) : Rebecca
- 2006 : Mémoire de glace de Pierre-Antoine Hiroz : Jeanne Rebatet
- 2006 : David Nolande (épisode Peine perdue) : Manon
- 2007 : Fabien Cosma (épisode Grain de sable) : Émilie
- 2007 : Mariage surprise d'Arnaud Sélignac : Karine
- 2008 : Le Nouveau Monde d'Étienne Dhaene : Lucie
- 2008 : Flics (épisode Engrenage) : veuve Pascal
- 2009 : Diane, femme flic (épisode Le Dernier Verre) : Fabienne Valmeras
- 2009 : Le temps est à l'orage de Joyce Buñuel : Delphine
- 2009 : Mes amis, mes amours, mes emmerdes... (4 épisodes) : Cécile Berlioz
- 2011 : Empreintes criminelles (épisode L'Affaire de l'Orient-Express) : Helena Rozinski
- 2011 : L'Ombre d'un flic de David Delrieux : Sarah
- 2011-2015 : Doc Martin : Julie Derville (tous les épisodes)
- 2012 : La Main passe de Thierry Petit
- 2013 : Cherif (épisode Les liens du sang) : Mme Ribot
- 2013 : Joséphine, ange gardien (épisode Tango) : Maria-Sol
- 2014 : Meurtre à l'abbaye de Rouen de Christian Bonnet : Jeanne
- 2014 : Famille et Turbulences d'Éric Duret : Claire
- 2014 : La Guerre des ondes de Laurent Jaoui : Dinah
- 2015 : Arletty, une passion coupable d'Arnaud Sélignac : Josée de Chambrun
- 2016 : Section de recherches (saison 10, épisode Diva) : Elisabeth Duval
- 2016 : Mongeville (épisode Retour au palais) : Clara Fioravanti
- 2016 : Box 27 d'Arnaud Sélignac : Juliette
- 2016 : Agathe Koltès (épisode Dernière navette) : Corinne Contini
- 2018 : La Stagiaire (saison 3, épisode 2) : Jelena
- 2018 : Un homme parfait de Didier Bivel : Laurence
- 2019 : Infidèle de Didier Le Pêcheur : Ingrid
- 2019 : Le Premier oublié de Christophe Lamotte : Catherine
- 2020 : Cassandre (saison 4, épisode 3 La Rançon du silence) de Sylvie Ayme : Caroline Carmeaux
- 2020 : Cheyenne et Lola : Babette
- 2020 : Meurtres à Mulhouse : Natacha Noval
- 2021 : Les Petits Meurtres d'Agatha Christie  (épisode La Chambre Noire) : Eve Laverne
- 2021 : Les Rivières pourpres (S3E7 et E8 Jugement dernier) : Véra Leroy
- 2021 : Mise à nu de Didier Bivel : Maître Boulati
- 2021 : J'ai menti : Marianne Montel
- 2023 : Les Disparus de la Forêt-Noire : Anne Katz
- 2024 : Disparition inquiétante (série, épisode 6 « Peur sur le campus ») de Sylvie Ayme : Béatrice Bonnot

## Théâtre
- 1998 : La Nuit des rois de William Shakespeare, mis en scène Hélène Vincent, Théâtre de la Ville[2]
- 2004 : Hysteria de Terry Johnson, mis en scène John Malkovich[3]
- 2016 : Dorothy Parker ou Excusez-moi pour la poussière de Jean-Luc Seigle, mise en scène Arnaud Sélignac, Le Lucernaire[4]
- 2019 : Le Malade imaginaire de Molière, mise en scène Daniel Auteuil, Théâtre de Paris[5]